# Kalar District
Kalar District är ett distrikt i Irak.   Det ligger i provinsen Sulaymaniyya, i den nordöstra delen av landet, 190 km norr om huvudstaden Bagdad.